# KGpg

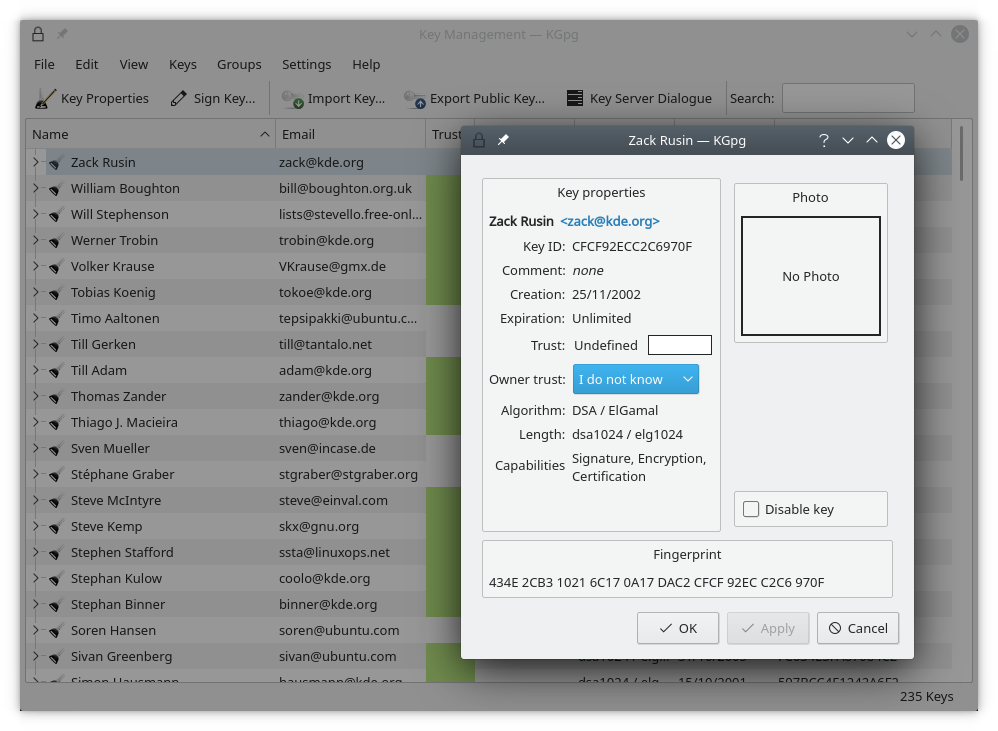
⠀⠀⠀⠀⠀⠀

O KGpg é uma interface "GUI/Frontend", entre o programa  modo texto Gnupg e o usuário final, é baseado no ambiente KDE. Sua finalidade é criar um ambiente amigável para a utilização de Criptografia assimétrica no ambiente KDE.
O site do KGpg é acessível em http://utils.kde.org/projects/kgpg